# Phymaturus vociferator
Phymaturus vociferator — вид ігуаноподібних ящірок родини Liolaemidae. Ендемік Чилі.

## Поширення і екологія
Phymaturus vociferator мешкають в місцевості на південь від озера Лагуна-дель-Лаха, зокрема в Національному парку Лагуна-дель-Лаха. Вони живуть на помірних луках, на висоті 1700 м над рівнем моря. Живляться рослинністю, є живородними.

## Збереження
МСОП класифікує цей вид як вразливий. Phymaturus vociferator може загрожувати знищення природного середовища.